# Anjīl Nesā
Anjīl Nesā (persiska: اَنجيل نِسام, Anjīl Nesām, انجيل نسا) är en ort i Iran.   Den ligger i provinsen Mazandaran, i den norra delen av landet, 190 km nordost om huvudstaden Teheran. Anjīl Nesā ligger 21 meter över havet och antalet invånare är 451.
Terrängen runt Anjīl Nesā är platt åt nordväst, men åt sydost är den kuperad. Runt Anjīl Nesā är det ganska tätbefolkat, med 111 invånare per kvadratkilometer. Närmaste större samhälle är Sari, 11,9 km väster om Anjīl Nesā. Trakten runt Anjīl Nesā består till största delen av jordbruksmark.